# 에케모스
에케모스(Echemus)는 그리스 신화에 나오는 아르카디아 지방 테게아의 왕이다. 제우스와 칼리스토의 후손으로서, 아버지는 케페우스의 아들 아에로포스이다. 테게아는 지금의 트리폴리스 남서쪽 6㎞ 지점에 있던 고대 도시이다. 케페우스가 스파르타와의 전투에서 전사한 뒤, 테게아 왕위는 케페우스의 형제 리쿠르고스를 거쳐 에케모스에게 이어졌다. 에케모스는 테게아뿐 아니라 아르카디아 전지역의 지배자가 되었으며, 최초로 열린 올림픽경기대회의 레슬링 부문에서 우승하였다고 한다. 스파르타 왕 틴다레오스의 딸 티만드라와 결혼하여 아들 라도코스를 낳았는데, 라도코스는 메갈로폴리스 근처의 라도케이아라는 지명의 유래가 된 인물이다. 티만드라는 뒤에 에케모스를 버리고 엘리스 왕 필레우스와 재혼하였다.